# 日本の橋一覧
日本の橋一覧（にっぽんのはしいちらん）では、日本にある主な橋を掲載する。そのほかの橋はCategory:日本の橋 (都道府県別)を参照。

## 北海道
- 北海道三大名橋 4代目幣舞橋（釧路市）、現在の 旭橋（旭川市）、4代目 豊平橋（札幌市）
- 白鳥大橋（室蘭市 東日本最大の吊橋）
- 長流川橋（洞爺湖町 高速道路の橋、日本最長）
- ミュンヘン大橋（札幌市 橋梁上にローゼ風の展望台がある）
- 士狩大橋（帯広市 4径間連続エクストラドーズド橋）
  - 石狩川#橋梁 、釧路川#橋梁、十勝川#主な橋梁、道東自動車道#主なトンネルと橋なども参照

## 東北地方
- 青岩橋（青森県三戸町-岩手県二戸市）余部橋梁の架け替えにより、日本最長のトレッスル橋になった。
  - 阿武隈川#橋梁、北上川#主な橋梁、最上川#平行する交通#橋梁、も参照

### 青森県
- 青森中央大橋 （青森市）
- 青森ベイブリッジ （青森市）
- 津軽りんご大橋 （弘前市、北津軽郡板柳町）
- 八戸大橋 （八戸市）

### 岩手県
- 開運橋（盛岡市）
- 不来方橋
- 茨島跨線橋
- 夕顔瀬橋
- 第一北上川橋梁（東北新幹線） 鉄道橋として日本最長
- 小本川橋脚（三陸鉄道リアス線） PC斜長橋として日本初、鉄道専用PC斜長橋としては世界初
- 安家川橋脚（三陸鉄道リアス線） PCトラス橋として日本初
- 岩根橋(遠野市)

### 秋田県
- 雪沢大橋（大館市）
- 翔鷹大橋（北秋田市）
- 雄物大橋（秋田市）
- 雄物新橋（秋田市）
- 秋田大橋（秋田市）
- 雄物川橋梁（秋田市）
- 秋田南大橋（秋田市）
- 宇宙大橋（湯沢市）
- 百目石橋 タイドアーチ木橋として日本初

### 宮城県
- 神取橋（石巻市）
- 内海橋（石巻市）
- 日和大橋（石巻市）
- 鳴瀬川橋梁（東松島市）
- 第二広瀬川橋梁（仙台市）
- 生瀬橋（仙台市）
- 牛越橋（仙台市）
- 澱橋（仙台市青葉区）
- 仲の瀬橋（仙台市青葉区）
- 大橋（仙台市青葉区）
- 評定河原橋（仙台市青葉区）
- 霊屋橋（仙台市青葉区）
- 愛宕大橋（仙台市）
- 愛宕橋（仙台市）
- 宮沢橋（仙台市）
  - 広瀬川 (宮城県)#橋梁も参照
- 宮城野陸橋（仙台市）

### 山形県
Category:山形県の橋を参照

### 福島県
- 春田大橋（田村郡三春町）
- 松川浦大橋（相馬市）
- 信夫橋（福島市）
- 油井高架橋（二本松市）
- 内郷高架橋（いわき市）
- あづま陸橋（福島市）
- 信夫大橋（福島市）
- 日本橋（ひもと、郡山市・本宮市）
- 大仏橋（福島市）
- 松齢橋（福島市）
- 弁天橋（福島市）
- 十綱橋（福島市）
- 新飯野橋（福島市・二本松市）
- 鮫川大橋（いわき市）

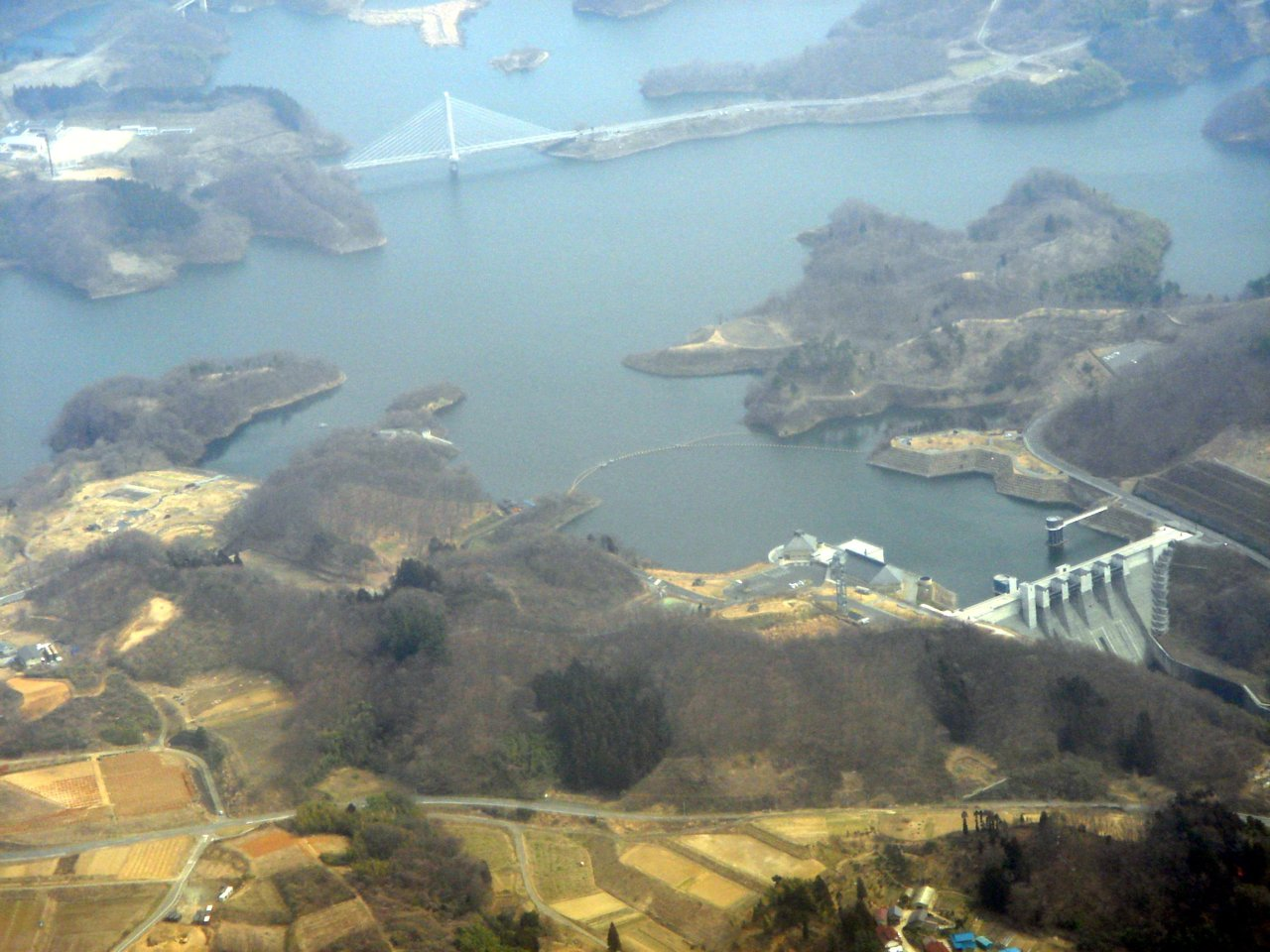
春田大橋と三春ダム

- 阿賀野川釜ノ脇橋梁（喜多方市）、阿賀野川徳沢橋梁（耶麻郡西会津町・新潟県東蒲原郡阿賀町） - 2橋とも、カレンチレバー橋として日本初
- 第一只見川橋梁(大沼郡三島町)

## 関東・甲信地方
- 荒川 (関東)#橋梁
- 江戸川#橋梁
- 鶴見川#橋梁
- 渡良瀬川#橋梁

### 茨城県
- 若草大橋（北相馬郡利根町、千葉県栄町）
- 水郷大橋（稲敷市、千葉県香取市）
- 海門橋（ひたちなか市、東茨城郡大洗町）
- 古分屋敷橋（久慈郡大子町）

### 栃木県
- 岩井橋 (渡良瀬川)
- 田中橋 (渡良瀬川)
- 中橋 (秋山川)
- 中橋 (渡良瀬川)
- 神橋 (大谷川) 鬼怒川支流(日光市)
- 葉鹿橋
- 福寿大橋
- 緑橋 (渡良瀬川)
- 渡良瀬橋 (足利市)
- 渡良瀬橋 (日光市)
- 大谷川橋梁 （東武鬼怒川線）  1996年（平成8年）の更新まで現役の鉄道橋として日本最古だった
- 鬼怒橋
- 鬼怒川橋梁（宇都宮ライトレール宇都宮芳賀ライトレール線）

### 群馬県
- はねたき橋（みどり市）
- 吾嬬橋 ピン結合型ペンシルバニアトラスとして日本唯一

### 埼玉県

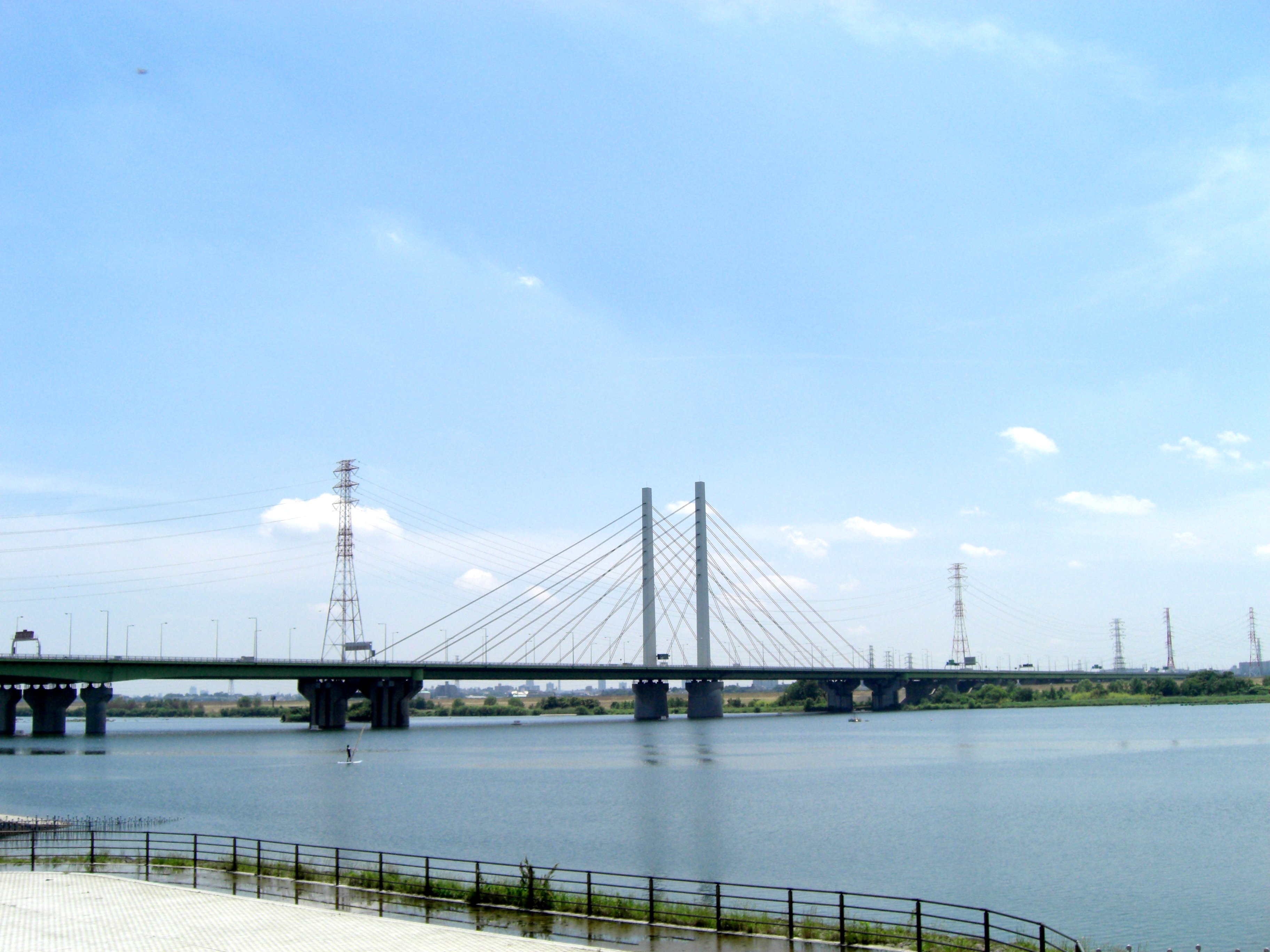
幸魂大橋（戸田市）

- 上江橋（さいたま市、川越市）- 一般国道にある河川の橋として日本最長。
- 戸田橋（戸田市、東京都板橋区）- 中山道に架かり長い歴史を持つ。
- 神流川橋（児玉郡上里町、群馬県高崎市） - 同上。
- 利根川橋（久喜市、茨城県古河市）- 日光街道に架かり長い歴史を持つ。
- 幸魂大橋（戸田市、和光市）- 荒川に架かる埼玉県を代表する橋の一つ。
- 荒川橋梁（さいたま市、朝霞市） - 河川に架かる橋梁としては在来線最長。
- 荒川橋（秩父市） - 全国で数少ないブレースドリブ・バランスド構造を持つ。
- 秩父橋（秩父市） - 土木学会田中賞を受賞。旧橋は埼玉県指定有形文化財に指定。
- 秩父公園橋（秩父市） - 同上。2径間の斜張橋としては国内最大級の径間長を持つ。
- 雷電廿六木橋（秩父市） - 同上。ループ橋。
- 新都心大橋（さいたま市） - 同上。東北本線に架かる跨線橋（陸橋）。
- 滝岡橋（深谷市） - 国登録有形文化財に登録。
- 寺坂橋（本庄市） - 同上。石造充腹式上路単アーチ橋。
- 賀美橋（本庄市） - 同上。RC造単桁橋。
- 旭橋（所沢市） - 同上。RC造単桁橋。
- 堀切橋（鴻巣市、行田市） - 土木学会選奨土木遺産に認定。
- 新佐賀橋（鴻巣市） - 同上。RC造開腹式上路単アーチ橋。
- 倉松落大口逆除（春日部市） - 同上。煉瓦造樋管。通称めがね橋。
- 千貫樋（さいたま市） - 同上。煉瓦造樋管。県道の橋梁として供用。
- 玉川橋（ときがわ町） - 同上。RC造開腹式上路単アーチ橋。
- 名栗川橋（飯能市） - 同上。RC造開腹式上路単アーチ橋。
- 滝の鼻橋（ときがわ町） - 同上。鋼単トラス橋

### 千葉県
- 東京ディズニーリゾートの橋（浦安市）
- 美浜大橋（千葉市美浜区）
- 市川橋（市川市、東京都江戸川区）

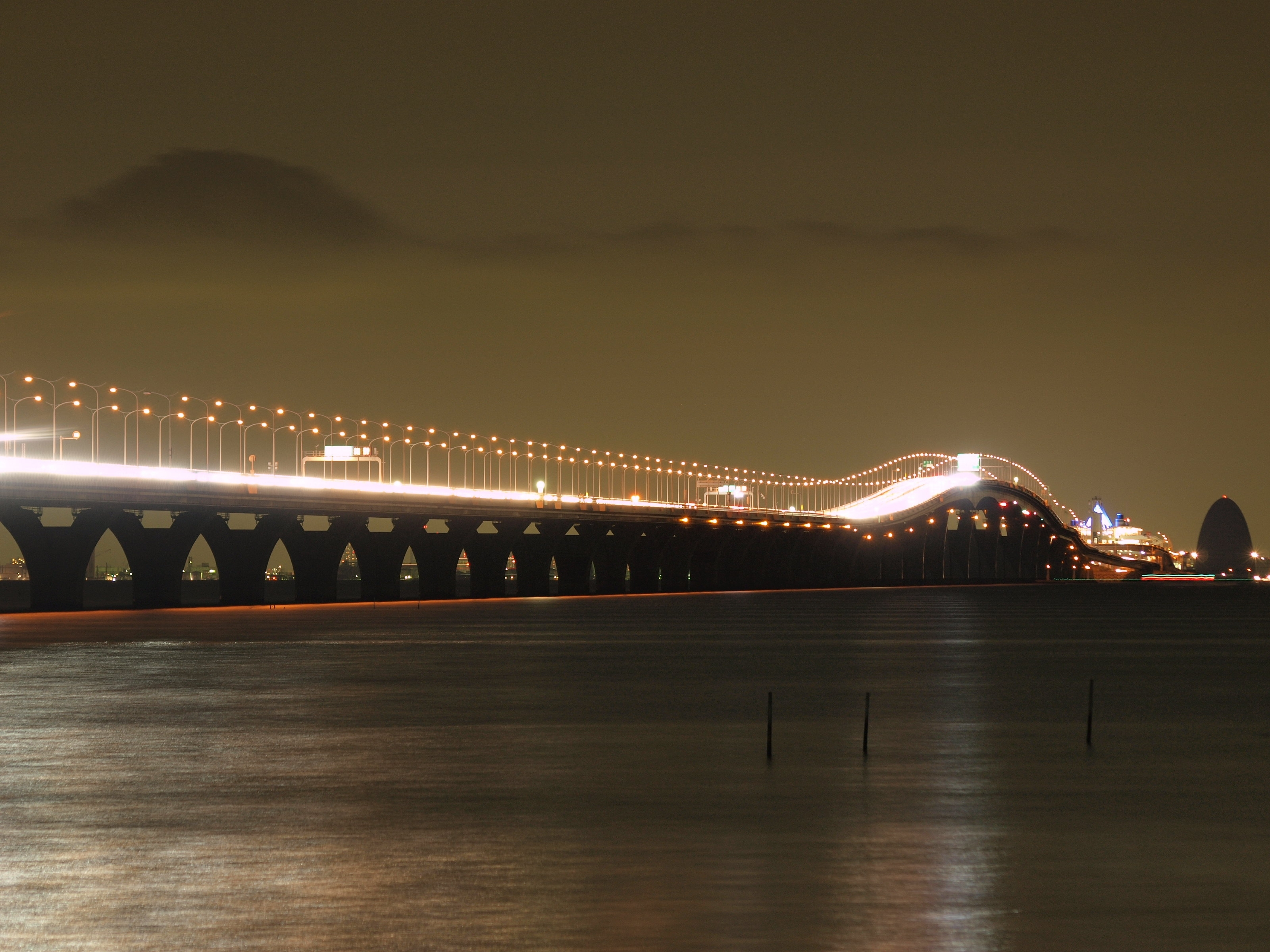
アクアブリッジ（木更津市）

- 大利根橋（我孫子市） - 利根川に架かる道路橋では最長橋梁。
- 小見川大橋（香取市、茨城県稲敷市）
- 忠敬橋（香取市）
- 手賀大橋（我孫子市） - 手賀沼を跨いで結ぶ橋。
- 利根かもめ大橋（銚子市、茨城県神栖市）
- 利根川橋梁（柏市、茨城県守谷市）- 首都圏新都市鉄道つくばエクスプレスでの最長橋梁。構造は7径間の複線下路式ワーレントラス橋。
- 成田橋（成田市） - 当時としては世界で4番目の鋼単弦ローゼ橋。
- 舞浜大橋（浦安市）
- 若草大橋（栄町、茨城県北相馬郡利根町）
- 水郷大橋（香取市、茨城県稲敷市） - 建設省の橋梁で初めて土木学会田中賞を受賞。日本百名橋。
- 真間の継橋（市川市） - 日本百名橋の番外。
- 樋橋（香取市） - 日本の音風景100選。
- 東京湾アクアブリッジ（木更津市） - 土木学会田中賞を受賞。日本最長の橋。東京湾アクアラインの橋梁構造。
- 都計道3.4.20架道橋（松戸市） - 同上。北総線の2径間連続鋼鉄道橋。
- 森の橋・広場の橋（松戸市） - 同上。21世紀の森と広場の中央部を南北に縦断する2つの橋。
- 汐止橋（鋸南町） - 土木学会選奨土木遺産に認定。石積み上路アーチ橋。
- 眺尾橋（南房総市） - 同上。関東地方唯一の3連眼鏡橋。千葉県有形文化財。房総の魅力500選。
- 山生橋梁（鴨川市） - 同上。鉄道橋では日本初の鉄筋コンクリートＴ型梁形式の橋梁。形式もアーチから桁・梁構造へと進化する記念碑的な意義を持つ。
- 榎戸新田橋りょう（八街市） - 同上。煉瓦造アーチ橋。
- 村田川橋りょう（千葉市中央区・市原市） - 同上。
- 加藤洲十二橋（香取市） - 房総の魅力500選（塔・橋・ダム）。水郷十二橋とも。
- 銚子大橋（銚子市） - 同上。
- 中の島大橋（木更津市） - 同上。日本で一番高い歩道橋。
- 村上橋・なかよし橋（八千代市） - 同上。

### 東京都
- 二重橋（二重橋濠）（千代田区）
- 日本橋（日本橋川）（中央区）
- レインボーブリッジ（東京湾）（港区）
- 東京ゲートブリッジ（東京湾）（江東区）

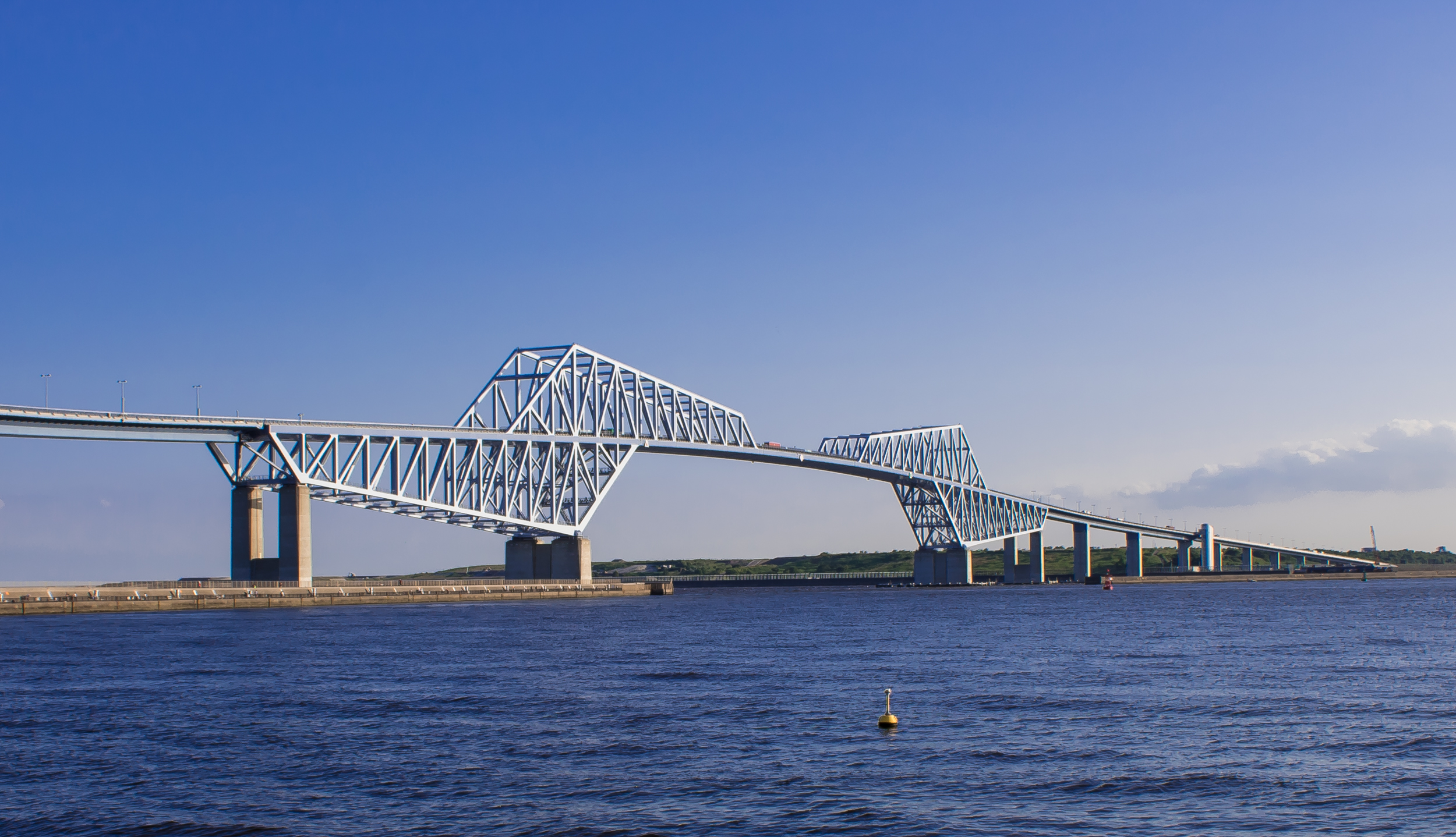
東京ゲートブリッジ（港区）

- 葛西橋（荒川）（江東区、江戸川区） 世界初の突桁吊補剛桁式を採用
- 二子橋（多摩川）（世田谷区、神奈川県川崎市高津区）
- 飯塚橋（中川）（足立区、葛飾区）
- かつしかハープ橋（綾瀬川）（葛飾区） 世界初の曲線斜張橋
- 豊海橋 フィーレンディール橋として日本初
- 八幡橋 国産の鉄橋として日本初
- 総武線隅田川橋梁 ランガー桁の橋として日本初
- 千住大橋 タイドアーチ橋として日本最古
- 夢の大橋 歩道橋の幅が日本一ある
  - 江戸の3大橋（千住大橋、両国橋、六郷橋）

※隅田川の橋梁については以下を参照。
- Category:隅田川の橋
- ガス橋（東京都大田区、神奈川県川崎市中原区）道路ガス併用橋

### 神奈川県
かながわの橋100選
- 鶴見つばさ橋（横浜市鶴見区）

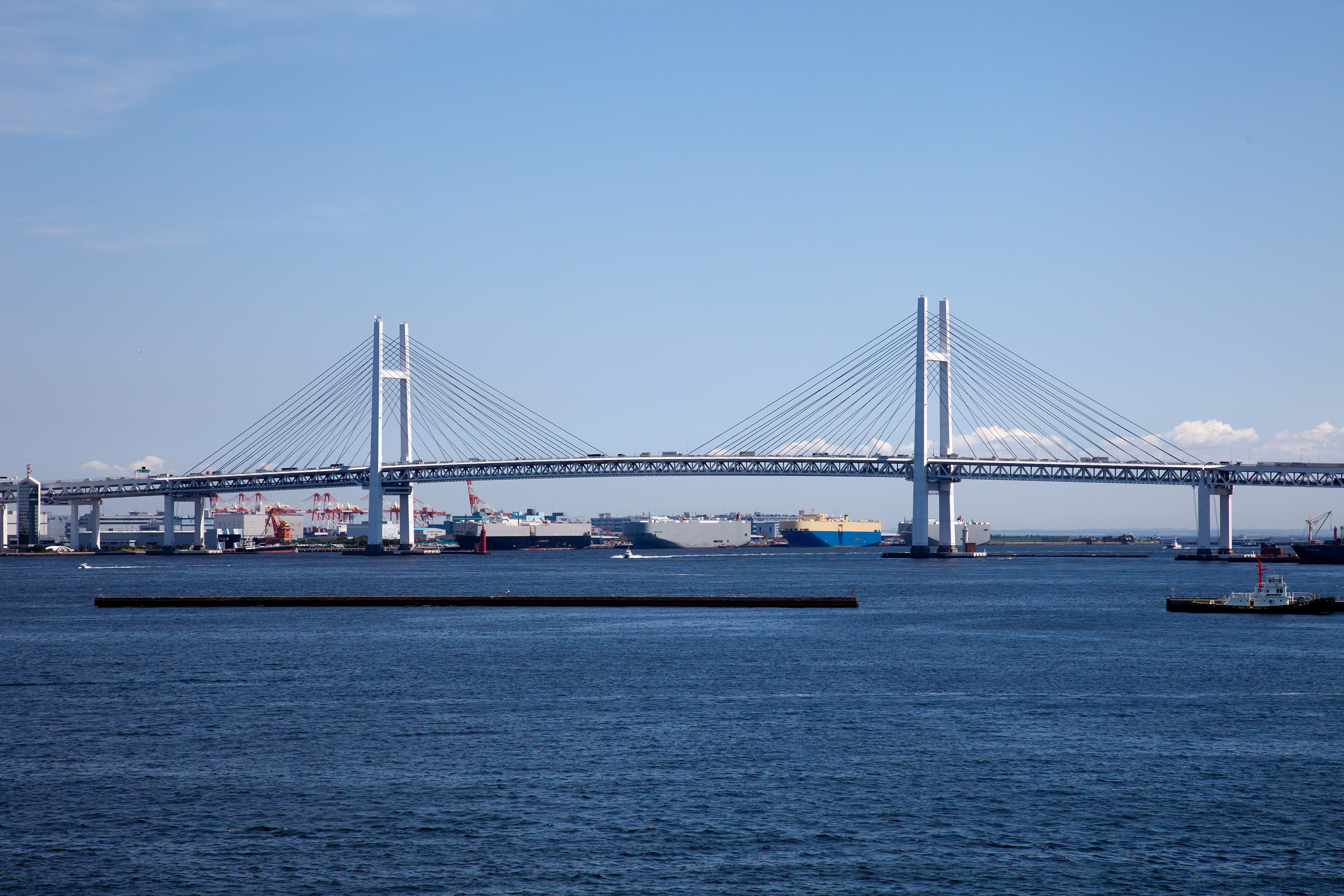
横浜ベイブリッジ（横浜市）

- 神奈川県道305号江の島線（江ノ島大橋、藤沢市）
- 江ノ島弁天橋（藤沢市）
- 瀬戸第4橋（足柄上郡山北町）
- 横浜ベイブリッジ（横浜市中区、鶴見区）
- 二子橋（川崎市高津区、東京都世田谷区）
- 小田原ブルーウェイブリッジ - 世界初のエクストラドーズド橋
- 城ヶ島大橋（三浦市城ヶ島）
- 両国橋 (神奈川県・山梨県)

### 山梨県
- 猿橋（大月市）‐日本三奇橋の1つ
- 新桂川橋梁（大月市）
- 河口湖大橋（南都留郡富士河口湖町）
- 中部横断自動車道釜無川橋（韮崎市、南アルプス市）‐山梨県の橋梁として一番長い
- 開国橋（南アルプス市、甲斐市）
- 釜無川大橋（南アルプス市、中央市）
- 富士川大橋（南巨摩郡富士川町、西八代郡市川三郷町）‐一般道として山梨県最長
- 両国橋 (神奈川県・山梨県)

### 長野県
- 五輪大橋（長野市）
- 坂戸橋（上伊那郡中川村） - 長野県が管理する道路橋。昭和40年以前に建設された鉄筋コンクリート造アーチ橋で、現存するものとして日本一の長さの橋。2010年に登録有形文化財として登録されたが、2020年に登録抹消のうえ重要文化財に指定された。

## 東海地方
- 木曽三川(長良川に架かる橋の一覧)
- 信濃川#主な橋梁
- 神通川#主な橋梁
- 東海北陸自動車道#主なトンネルと橋

### 岐阜県
- 美濃橋 現存する近代吊橋として最古
- 鵜飼い大橋（岐阜県岐阜市）
- 新国境橋（岐阜県飛騨市 - 富山県富山市）
- そのほかは岐阜県の橋を参照。

### 静岡県
- 浜名湖大橋（静岡県浜松市）
- 潮騒橋 連続上路式PC吊橋版橋として世界初
- 箱根西麓・三島大吊橋
- 蓬萊橋（静岡県島田市）
- 夢の吊り橋（静岡県榛原郡川根本町）

### 愛知県
- 名港トリトン
  - 名港東大橋（愛知県東海市、名古屋市港区）
  - 名港中央大橋（愛知県名古屋市港区）
  - 名港西大橋（愛知県名古屋市港区、海部郡飛島村）
- 矢作橋（愛知県岡崎市）
- 豊橋（愛知県豊橋市）
- 犬山橋（愛知県犬山市、岐阜県各務原市）
- セントレア大橋　(愛知県常滑市)

### 三重県
- 宇治橋（伊勢市）
- 末広橋梁 現役の跳開式可動鉄道橋として日本唯一
- トゥインクル (橋)  PC・鋼複合エクストラドーズド橋として世界初
- 古川高架橋 (三重県) プレキャストセグメント工法を日本で初めて採用

## 北陸・近畿地方
- 淀川#橋梁
- 大和川#橋梁

### 新潟県
- 萬代橋（新潟県新潟市中央区）
- 関屋大橋（新潟県新潟市中央区、西区）
- 阿賀野川深戸橋梁（阿賀町）架け替えで落下式を日本で初めて採用
- 長生橋（新潟県長岡市）2013年に土木学会により土木学会選奨土木遺産に認定[1]
- 境橋（新潟県糸魚川市・富山県下新川郡朝日町）

### 富山県
Category:富山県の橋を参照。

### 石川県
Category:石川県の橋を参照。

### 福井県
Category:福井県の橋を参照。

### 滋賀県
- 瀬田の唐橋（大津市） 日本三古橋の1つ
- 近江大橋（大津市、草津市）
- 琵琶湖大橋（大津市、守山市）
- 近江大鳥橋（甲賀市、栗東市、大津市）

### 京都府
- 宇治橋、山崎橋 (山城国) ともに日本三古橋
- 二条大橋（京都市中京区、左京区）
- 三条大橋（京都市中京区、東山区）
- 四条大橋（京都市下京区、東山区）
- 五条大橋（京都市下京区、東山区）
- 渡月橋（京都市右京区、西京区）
- 西賀茂橋（京都市北区）
- 上賀茂橋（京都市北区）
- 宇治川大橋（京都市伏見区）
- 上津屋橋（八幡市、久世郡久御山町）
- 木津川大橋（八幡市、久世郡久御山町）
- 御幸橋（八幡市）
- 安居橋（八幡市）
- 山城大橋（京田辺市、城陽市）
- 木津川橋（京田辺市、城陽市）
- 玉水橋（京田辺市、綴喜郡井手町）
- 泉大橋（木津川市）
- 恭仁大橋（木津川市）
- クレインブリッジ（舞鶴市）
- 大川橋

### 大阪府
浪速の名橋50選
- 浪華三大橋（難波橋、天神橋、天満橋）
- 四ツ橋（大阪市西区）
- 港大橋（大阪市港区、住之江区）
- 新木津川大橋（大阪市大正区、住之江区））
- なみはや大橋（大阪市港区、大正区））
- 菅原城北大橋（大阪市東淀川区、旭区）
- 十三大橋（大阪市北区、淀川区）
- 新十三大橋（大阪市北区、淀川区）
- 淀屋橋（大阪市北区、中央区）
- 日本橋 (大阪市)（大阪市中央区）
- 鳥飼大橋（守口市、摂津市）
- 関西国際空港連絡橋（泉佐野市）
- 長柄橋（大阪市）
- 源八橋（大阪市）
- 枚方大橋（枚方市、高槻市）
- 淀川新橋（寝屋川市、高槻市）

### 兵庫県
- 明石海峡大橋（神戸市）
- 神戸大橋（神戸市中央区）
- ヴィーナスブリッジ（神戸市中央区）
- 東神戸大橋（神戸市）
- 明石大橋（明石市）
- 余部橋梁（美方郡香美町）
- 生瀬橋、新生瀬大橋（西宮市、宝塚市）
- 神子畑鋳鉄橋（朝来市）鋳鉄製として日本最古

### 奈良県
Category:奈良県の橋を参照。

### 和歌山県
Category:和歌山県の橋を参照。

## 中国地方

### 鳥取県
- 境水道大橋（鳥取県境港市、島根県松江市）
- 江島大橋（鳥取県境港市、島根県松江市）

### 島根県
- 宍道湖大橋（松江市）
- 松江大橋（松江市）
- 中海大橋（松江市）
- 浜田マリン大橋（浜田市）
- 新江川橋（江津市）

### 岡山県
- 児島湾大橋（岡山市中区・南区）
- 岡南大橋（岡山市中区・南区）
- 旭川#主な橋梁

### 広島県
- 広島空港大橋 （三原市） アーチ橋として日本最長
- 相生橋（広島市中区）
- 元安橋（広島市中区）
- 平和大橋（広島市中区）
- 観音橋（広島市中区・西区））
- 安芸灘大橋（呉市）

### 山口県
- 錦帯橋（岩国市）
- 大島大橋（柳井市・大島郡周防大島町）
- 興産大橋（宇部市）一企業が保有する橋として世界最長
- 角島大橋（下関市）
- 栄川運河橋（宇部市）国内初の複合構造のS字型曲線斜張橋

## 四国地方
- 吉野川 (代表的なトピック)#橋梁など

### 徳島県
- 吉野川サンライズ大橋（徳島県徳島市）
- かずら橋（徳島県三好市）
- かちどき橋（徳島県徳島市）
- 小鳴門橋（徳島県鳴門市）
- 吉野川大橋（徳島県徳島市）
- 阿波しらさぎ大橋（徳島県徳島市）

### 香川県
- 鞘橋（琴平町）

### 愛媛県
- 長浜大橋 現存する道路開閉橋として日本最古

### 高知県
- 播磨屋橋（高知県高知市）
- 手結港可動橋（香南市）

## 九州地方
- 筑後川#水運と橋梁
- 大淀川#橋梁

### 福岡県
- 常盤橋（北九州市）
- 若戸大橋（北九州市）
- 荒津大橋（福岡市）
- 筑後川昇開橋 現存する昇開橋として日本最古

### 佐賀県
- 筑後川昇開橋 現存する昇開橋として日本最古

### 長崎県
- 西海橋（西海市・佐世保市）
- 新西海橋（西海市・佐世保市）
- 大島大橋（西海市）
- 平戸大橋（平戸市・旧北松浦郡田平町）
- 女神大橋（長崎市）

### 熊本県
- 天草五橋
  - 天門橋（熊本県宇城市、上天草市）など
- 大甲橋
- 祇園橋
- 長六橋

### 大分県
- 別府明礬橋
- 府内大橋
- 耶馬渓橋 石造アーチ橋として日本最長
- 九重"夢"大吊橋（大分県玖珠郡九重町）

### 宮崎県
- 橘橋（宮崎県宮崎市）
- 寺迫ちょうちょ大橋 (宮崎県日向市) - バタフライウェブ工法を実用化した世界初の橋
- 天翔大橋 (宮崎県西臼杵郡日之影町) - 水面高、アーチ径間がともにコンクリートアーチ橋で国内最大
- かりこぼうず大橋（宮崎県児湯郡西米良村） - 木造車用橋としては全長および支間長において国内最大
- 青雲橋 (宮崎県西臼杵郡日之影町)

### 鹿児島県
Category:鹿児島県の橋を参照。

## 沖縄地方
- 泊高橋（那覇市）
- 明治橋 (那覇市)
- 池間大橋（宮古島市）
- 来間大橋（宮古島市）
- 古宇利大橋（名護市 - 今帰仁村）
- 伊良部大橋（宮古島市）

## 東北地方 - 関東地方
- 東北自動車道#主なトンネル
- 常磐自動車道#トンネルと橋

## 関東地方 - 東海地方
- 東名高速道路#主なトンネルと橋

## 東海地方 - 北陸・近畿地方
- 名神高速道路#主なトンネルと橋
- 新名神高速道路のトンネルと橋

## 北陸・近畿地方 - 四国地方
- 本州四国連絡橋
  - 神戸淡路鳴門自動車道
    - 明石海峡大橋（兵庫県神戸市垂水区、淡路市）
    - 大鳴門橋（兵庫県南あわじ市、徳島県鳴門市）
    - 撫養橋（徳島県鳴門市）

## 中国地方 - 四国地方
- 本州四国連絡橋
  - 瀬戸大橋
    - 下津井瀬戸大橋（岡山県倉敷市、香川県坂出市）
    - 櫃石島高架橋（香川県坂出市）
    - 櫃石島橋（香川県坂出市）
    - 岩黒島高架橋（香川県坂出市）
    - 岩黒島橋（香川県坂出市）
    - 与島橋（香川県坂出市）
    - 与島高架橋（香川県坂出市）
    - 北備讃瀬戸大橋（香川県坂出市）
    - 南備讃瀬戸大橋（香川県坂出市）

  - 西瀬戸自動車道（しまなみ海道）
    - 尾道大橋（広島県尾道市）
    - 新尾道大橋（広島県尾道市）
    - 因島大橋（広島県尾道市）
    - 生口橋（広島県尾道市）
    - 多々羅大橋（広島県尾道市、愛媛県今治市）
    - 大三島橋（愛媛県今治市）
    - 伯方・大島大橋
      - 伯方橋（愛媛県今治市）
      - 大島大橋（愛媛県今治市）

    - 来島海峡大橋
      - 来島海峡第一大橋（愛媛県今治市）
      - 来島海峡第二大橋（愛媛県今治市）
      - 来島海峡第三大橋（愛媛県今治市）

## 中国地方 - 九州地方
- 関門橋（山口県下関市・福岡県北九州市門司区）